# Марквард, Аго Эльмарович
Аго Марквард (эст. Ago Markvardt; 11 августа 1969, Элва, Эстонская ССР, СССР, ныне Тартумаа, Эстония) — советский и эстонский двоеборец, участник трёх Олимпийских игр.

## Карьера
На международной арене дебютировал в 1988 году на чемпионате мира по лыжным видам спорта среди юниоров. На первенстве в Зальфельдене он завоевал бронзовую медаль в составе команды. Год спустя, на аналогичном первенстве в норвежском Ванге Марквард завоевал как личную, так и командную бронзовые медали.
В Кубке мира дебютировал в январе 1989 года и в первой гонке занял 31-е место. Год спустя завоевал первые кубковые очки, став тринадцатым на этапе в Тронхейме.
На Олимпиаде 1992 года Марквард выступал в составе сборной Эстонии. В личном первенстве он занял 23 место, а эстонская эстафета расположилась на девятой позиции.
На следующей Олимпиаде Марквард занял высокое пятое место в личном первенстве, а в эстафете эстонцы остановились в шаге от медали, став четвёртыми, правда с десятиминутным отставанием от победившей сборной Японии.
В 1998 году на Играх в Нагано сборная Эстонии стала только одиннадцатой, а в личных соревнованиях Марквард выступил крайне неудачно: после прыжков он занимал только 45-е место с шестиминутным отставанием и поэтому не вышел на старт гонки преследования.
За свою карьеру участвовал в четырёх чемпионатах мира. Лучший результат показал на чемпионате мира 1997 года в Тронхейме, где стал четвёртым в индивидуальной гонке по системе Гундерсена. 
За годы выступлений в Кубке мира никогда не поднимался на призовой подиум. Лучший результат в общем зачёте — 17 место в сезоне 1993/94. На кубке Европы пять раз поднимался на подиум этапов, одержав две победы.
Завершил карьеру в 1998 году. В настоящее время работает на эстонском телевидении комментатором.